# Encyclopedia of Conifers
De Encyclopedia of Conifers. A Comprehensive Guide to Conifer Cultivars and Species, geschreven door Aris G. Auders en Derek P. Spicer (2012) is een referentiewerk in twee delen dat alle tot nu toe erkende soorten coniferen bevat.
De 1.500 pagina's geven de namen, synoniemen, korte omschrijvingen, en informatie over hoogte en omtrek na 10 jaar en is geïllustreerd met meer dan 5000 foto's.
Het eerste deel beslaat de klasse: Abies, Acmophyle, Actinostrobus, Afrocarpus, Agathis, Amentotaxus, Araucaria, Athrotaxis, Austrocedrus, Austrotaxus, Callitris, Calocedrus, Cathaya, Cedrus, Cephalotaxus, Chamaecyparis, Cryptomeria, Cunninghamia, Cupressus, Cuprocyparis, Dacrycarpus, Dacrydium, Diselma, Falcatifolium, Fitzroya, Fokienla, Ginkgo, Glyptostrobus, Halocarpus, Keteleeria, Lagarostobos, Lepidothamnus, Libocedrus, Manoao, Juniperus, Larix, Metasequoia, Microbiota, Microcachrys, Microstrobos, Nageia, Neocallitropsis, Nothotsuga, Papuacedrus, Parasitaxus, Pherosphaera, Phyllocladus en Picea.
Het tweede deel beslaat: Pilgerodendron, Pinus, Platcycladus, Podocarpus, Prumnopitys, Pseudolarix, Pseudotaxus, Pseudotsuga, Retrophyllum, Saxegothaea, Sciadopitys, Sequoia, Sequoiadendron, Sundacarpus, Taiwania, Taxodium, Taxus, Tertraclinis, Thuja, Thujopsis, Torreya, Tsuga, Widdringtonia, Wollemia en Xanthocyparis.
De Encyclopedia of Conifers is geschreven door Aris G. Auders, een conifeerverzamelaar en fotograaf, en Derek P. Spicer, voorzitter van de British Conifer Society. De auteurs werden bijgestaan door Lawrie Springgate en Victoria Matthews.